# Mont Ham
Mont Ham är ett berg i Kanada.   Det ligger i provinsen Québec, i den sydöstra delen av landet, 300 km öster om huvudstaden Ottawa. Toppen på Mont Ham är 713 meter över havet.
Terrängen runt Mont Ham är huvudsakligen platt, men den allra närmaste omgivningen är kuperad. Mont Ham är den högsta punkten i trakten. Trakten runt Mont Ham är nära nog obefolkad, med mindre än två invånare per kvadratkilometer..
I omgivningarna runt Mont Ham växer i huvudsak blandskog.